# Marc Torrejón
Marc Torrejón Moya (* 18. Februar 1986 in Barcelona) ist ein ehemaliger spanischer Fußballspieler.

## Karriere

### Im Verein
Torrejón kam als 17-Jähriger Ende 2003 zu seinem ersten Einsatz für die zweite Mannschaft von Espanyol Barcelona in der Segunda División B. Nachdem er in der Saison 2004/05 auch nur zu einem Einsatz gekommen war, wechselte er im Sommer 2005 zur zweiten Mannschaft des FC Málaga in die Segunda División. Nachdem er sich dort zu einem Stammspieler entwickelt hatte, wurde er ein Jahr später im Sommer 2006 wieder von Espanyol verpflichtet, diesmal für die erste Mannschaft in der Primera División. Als Stammspieler erreichte er mit Espanyol das Endspiel im UEFA-Pokal 2007, das nach Elfmeterschießen gegen den Ligakonkurrenten und Titelverteidiger FC Sevilla verloren wurde. In der Spielzeit 2008/09 verlor er seinen Stammplatz wegen einer Knieverletzung.
Daher wechselte er im Sommer 2009 zum Ligakonkurrenten Racing Santander, bei dem er wieder Stammspieler wurde. Im Sommer 2012 stieg er mit der Mannschaft ab.
Ende August 2012 wechselte Torrejón zum deutschen Zweitligisten 1. FC Kaiserslautern. Er unterschrieb beim FCK einen Dreijahresvertrag bis zum 30. Juni 2015. Am 16. September 2012 debütierte er für den FCK im Heimspiel gegen Duisburg (2:1). Torrejón bestritt die vollen 90 Minuten der Partie.
Am 27. August 2014 wechselte Torrejón in die Bundesliga zum SC Freiburg.
Zur Saison 2017/18 wechselte Torrejón zum Zweitligisten 1. FC Union Berlin. In seiner ersten Saison kam er in 24 Zweitligaspielen zum Einsatz. Nach dem Aufstieg in die Bundesliga in der Saison 2018/19 verließ Torrejón den Verein mit seinem Vertragsende. Im Aufstiegsjahr war er nach einem im Sommer erlittenen Wadenmuskelriss unter dem Trainer Urs Fischer nicht in der Liga zum Einsatz gekommen.

### Nationalmannschaft
Torrejón kam sowohl für die U-19 als auch für die U-21 des spanischen Fußballverbandes zum Einsatz.

## Privates
Seine Schwester, Marta Torrejón, war langjährig spanische Fußball-Nationalspielerin.

## Erfolge
- Aufstieg in die Bundesliga: 2016 (mit dem SC Freiburg), 2019 (mit dem 1. FC Union Berlin)